# Maria Schell
Maria Margarethe Anna Schell (Beč, 15. siječnja 1926. – Preitenegg, Koruška, 26. travnja, 2005. ) bila je austrijsko-švicarska glumica, poznata po tome što je na venecijanskom filmskom festivalu 1956. osvojila Volpi Cup za ulogu u filmu Gervaise. Poznata je kao starija sestra poznatog glumca Maximiliana Schella, te manje poznatih glumaca kao što su Carl Schell i Immy (Immaculata) Schell.

## Vanjske poveznice
- Obituary: Maria Schell (1926-2005)  Arhivirana inačica izvorne stranice od 27. svibnja 2005. (Wayback Machine)
- Photographs and literature